# Seijū Sentai Gingaman
Seijū Sentai Gingaman (星獣戦隊ギンガマン Seijū Sentai Gingaman?) (traducido como Escuadrón de las Bestias Estelares Gingaman) es la 22.ª temporada de la franquicia Super Sentai Series producida por Toei Company y emitida en TV Asahi del 22 de febrero de 1998 al 14 de febrero de 1999, constando de 50 episodios. No debe confundirse con el Ginga Sentai Gingaman, personajes de la también temporada de Super Sentai, Chikyū Sentai Fiveman.

## Argumento
Hace tres mil años, los piratas espaciales Barban invadieron la Tierra. Las bestias estelares y los primeros Gingaman, guerreros del bosque Ginga, lucharon contra ellos con un poder místico llamado Earth, y finalmente lograron apresarles. Después, los habitantes de Ginga ocultaron su bosque con unas marcas delimitadoras, y pasaron el deber de los guerreros Ginga de generación en generación.
Hyūga, Hayate, Gōki, Hikaru y Saya son elegidos como los 133.os guerreros de las espadas de las bestias estelares. Ryōma es muy feliz porque su hermano mayor Hyuga haya conseguido este título tan honorable. Cuando el anciano Ohgi está realizando la ceremonia de sucesión, se produce un terremoto que rompe el sello de Barban.
Ohghi ordena a los 133.os guerreros que se hagan con los Ginga Braces escondidos en la montaña rugiente. Sin embargo, los Barban les atacan para evitar el nacimiento de los nuevos Gingaman. Durante la batalla, Hyuga se cae dentro de una grieta que creó en el suelo el capitán Zahab, de los Barban. Enfurecido, Ryōma activa su Earth oculto y despierta los Ginga Braces. Los Gingaman luchan junto a las bestias estelares contra los Barban, que desean revivir a la bestia demonio Daitanix, en cuyo cadáver tienen establecido su castillo.

## Personajes

### Gingaman
Los Gingaman son cinco jóvenes guerreros escogidos como los 133.os guerreros de las Espadas de las Bestias Estelares para proteger a la Tierra de la invasion de los Piratas Espaciales Barban. El lema del equipo es "¡La galaxia atravesada por espadas legendarias!"
- Guerrero del Fuego Ryōma (火の戦士リョウマ Hi no Senshi Ryōma?)/Ginga Red (ギンガレッド Ginga Reddo?): Es un joven de 22 años que se convierte en Ginga Red para cumplir el último deseo de su hermano mayor Hyūga. Es brillante, optimista y trabajador. En su forma de civil, lleva un boomerang. Tras el regreso de Hyūga le ofrece su sable de vuelta, pero cambia de opinión para alegría de Hyūga.
- Guerrero del Viento Hayate (風の戦士ハヤテ Kaze no Senshi Hayate?)/Ginga Green (ギンガグリーン Ginga Gurīn?): Es un joven de 22 años, frío e ingenioso. También es un experto en tocar la flauta. Su única debilidad son los tomates y la miel. Comprometido con una chica de nombre Miharu, siempre lleva la flauta y el amuleto que ella le dio antes de irse del bosque Ginga. Como Guerrero de Viento, cuando toca su flauta, tiene el poder de eliminar todo sonido maligno. También puede usar su flauta como cerbatana.
- Guerrero del Agua Gōki (水の戦士ゴウキ Mizu no Senshi Gōki?)/Ginga Blue (ギンガブルー Ginga Burū?): Tiene 22 años. Es fuerte, pero tímido y algo nervioso, y un amante de los bosques y la vida salvaje. Se le da bien cocinar. Al principio, pensaba que esos aspectos de su personalidad no le permitirían ser un buen Gingaman. En forma civil, lleva un látigo.
- Guerrero del Trueno Hikaru (雷の戦士ヒカル Kaminari no Senshi Hikaru?)/Ginga Yellow (ギンガイエロー Ginga Ierō?): Tiene 17 años, y es un bromista y un glotón. Su comida favorita son los donuts de Mister Donut. Aunque a veces es muy infantil, odia que le traten como un niño.
- Guerrera de las Flores Saya (花の戦士サヤ Hana no Senshi Saya?)/Ginga Pink (ギンガピンク Ginga Pinku?): Tiene 17 años. Su admiración por Hyūga le da el valor para luchar. Siempre está jugando y compitiendo con Hikaru. Le encanta subir a los árboles, y es fuerte pero introvertida. En su forma civil, lleva un tirachinas.
- Guerrero del Fuego Hyūga (火の戦士ヒュウガ Hi no Senshi Hyūga?)/Black Knight (黒騎士 Kuro Kishi?): Tiene 27 años, y es el hermano mayor de Ryōma. Fue el elegido original para ser Ginga Red, pero cayó por una grieta en el suelo que provocó Zaihab. Le salvó Bull Black, que poseyó su cuerpo por un tiempo antes de dejarle. Más tarde, recibió el poder para convertirse en el Black Knight (黒騎士 Kuro Kishi?).

### Aliados
- Haruhiko Aoyama (青山 晴彦 Aoyama Haruhiko?): Es un escritor de cuentos infantiles que creía en la existencia del legendario bosque Ginga. Les ofrece a los Gingaman su rancho para vivir después de que su bosque fuera petrificado, y escribió todas sus aventuras.
- Yūta Aoyama (青山 勇太 Aoyama Yūta?): Es el hijo de nueve años de Haruhiko. No creía en la leyenda hasta que fue testigo del nacimiento de los nuevos Gingaman.
- Bull Black (ブルブラック Buru Burakku?): Era un guerrero vengativo, el Black Knight original, que buscaba venganza por su hermano pequeño Krantz, que fue asesinado por Zahab durante el asalto de Barban a su planeta natal, Taurus. Fue Bull Black quien trajo originalmente las Luces de Ginga a la Tierra 3.000 años atrás tras una larga batalla. Después de mentir a Sambash sobre de que sería fácil encontrarlas, Sambash le disparó, y le hizo caer a la Tierra, quedando como si estuviera muerto. Sin fuerzas para revivirse a sí mismo, lo único que podía hacer era pensar en su venganza. 3.000 años más tarde, Hyūga cae por el mismo agujero que Bull Black. Usando sus últimas fuerzas, Bull Black tomó el cuerpo de Hyūga, utilizando su Earth para revivirse a sí mismo.
- Krantz (クランツ Kurantsu?): Era el hermano pequeño de Bull Black, asesinado por Zehab en el planeta Taurus.
- Hada Bokku (妖精ボック Yoshi Bokku?): Es un hada varón, muy distraído, con un casco en forma de yelmo. Siempre está con Moak y termina todas las frases diciendo "¡bokku!".
- Anciano Orghi (長老オーギ Choro Ōgi?): Es el líder de la gente Ginga. Cuando Shelinda atacó el bosque Ginga para usar su energía para revivir a Daitanix, Orghi lanza un hechizo de petrificación sobre sí mismo y todo el bosque para evitar que ella succionara la energía, sumergiéndose en el lago.
- Árbol de la Sabiduría Moak (知恵の樹モーク Chie no ki Mōku?): Es el último regalo de Orghi a los Gingaman antes de convertirse en piedra. Moak siente todo lo que pasa en cualquier bosque o madera, así como la presencia de Barban. Es el que le da nuevas armas a los Gingaman. También tiene conocimiento de todas las leyendas Ginga.

### Arsenal
- Ginga Brace (ギンガブレス Ginga Buresu?): Un brazalete que sirve como dispositivo de transformación de los Gingaman. Se activa girando un disco y usando el comando "Reencarnación Ginga" (ギンガ転生 Ginga Tensei?).
- Espada Bestia Estelar (星獣剣 Seijūken?): El arma básica de cada miembro del equipo. Pueden realizar los ataques especiales individuales de cada uno, o acortarse como una daga cuando no se utilizan.
- Hoja Mecánica Kiba (自在剣機刃 Jizaiken Kiba?): Unas cuchillas con forma de colmillos, que tienen una forma individual para cada miembro, adecuada a las Espadas de las Bestias Estelares. Cuando las cinco se juntan, se combinan para formar un arma definitiva, puede transformarse en cinco armas distintas, y cada Gingaman tiene una preferida:
  - Kiba Cutter (キバカッター Kiba Kattā?): Utilizado por Ginga Red, una navaja.
  - Kiba Shot (キバショット Kiba Shotto?): Utilizado por Ginga Green, una pistola láser.
  - Kiba Claw (キバクロー Kiba Kurō?): Utilizado por Ginga Blue, una garra.
  - Kiba Knives (キバナイフ Kiba Naifu?): Utilizados por Ginga Yellow, un par de dagas.
  - Kiba Arrow (キバアロー Kiba Arō?): Utilizado por Ginga Pink, un arco.
- Jūgekibō (獣撃棒 Jūgekibō?): Creados por Moak, son unos báculos que se pueden convertir en bazookas.
- Bull Riot (ブルライアット Buru Raiatto?): La espada de Hyūga, que también funciona como su dispositivo de transformación, y que utiliza para transformarse en Black Knight usando el comando "Reencarnación del Caballero" (騎士転生 Kishi Tensei?). También tiene un modo de rifle láser y múltiples ataques cortantes.
- Armadura de la Bestia Resplandeciente (獣装光 Jūsōkō?): Una actualización de la armadura que el equipo recibe por el poder de las Luces de Ginga. Se invoca con el comando "¡Rugid! ¡Luces de Ginga!" (ほえろ！ギンガ光！ Hoero! Ginga Hikari!?), pero deben estar presentes los cinco Gingaman para que funcione.
  - Espada de la Bestia Resplandeciente (閃光星獣剣 Senkō Seijūken?): Arma básica de los Gingaman cuando activan la Armadura de la Bestia Resplandeciente .
  - Garra de la Armadura Bestial (獣装の爪 Jūsō no Tsume?): Un brazalete con dos cuchillas con forma de garras que se lleva en el antebrazo izquierdo.
  - Corcel Móvil Galeo Pulsar (機動馬ガレオパルサー Kidōba Gareo Parusā?): Con la revelación de Bull Black de que las Luces de Ginga pueden cambiar de forma a voluntad del usuario, los Gingaman, cuando están en forma de Bestia Resplandeciente, pueden hacer que las Luces de Ginga se conviertan en Galeo Pulsar, una motocicleta que recuerda a la Bestia Estelar de Ginga Red, Ginga Leon. Cuando se invoca, desactiva temporalmente los poderes aumentados de los Gingaman.
- Knight Axe (ナイトアックス Naito Akkusu?): Un arma maldita que Hyūga recibe de Bucrates, y que tiene el poder de destruir la Joya del Alma Estelar que mantiene con vida a Zahab.
- Caballos de carreras bestiales (獣走馬 Jūsōba?): Unos caballos que sirven como medio de transporte del equipo.
  - Red Spark (レッドスパーク Reddo Supāku?): Un caballo blanco que monta Ginga Red.
  - Green Wind (グリーンウィンド Gurīn Uindo?): Un caballo negro que monta Ginga Green.
  - Blue Horizon (ブルーホライズン Burū Horaizun?): Un caballo beige que monta Ginga Blue.
  - Yellow Thunder (イエローサンダー Ierō Sandā?): Un caballo castaño que monta Ginga Yellow.
  - Pink Flower (ピンクフラワー Pinku Furawā?): Una yegua castaña que monta Ginga Pink.

### Mechas
Las Bestias Estelares (星獣 Seijū?) son criaturas vivientes, procedentes de distintos planetas (Galeon, Galcon, Garilla, Gaverick, Gat, Taurus, Rhinos, Phoenix y Bitus), que se localizan en el Bosque Ginga y que ayudan a los Gingaman a luchar contra el mal. El poder Earth de los Gingaman se incrementan cuando hombre y bestia se combinan.
- GingaiOh (ギンガイオー Gingaiō?): Es un robot gigante producto de la combinación de las Bestias Estelares.
  - Bestia Estelar Ginga Leon (星獣ギンガレオン Seijū Ginga Reon?): Es la bestia de fuego con apariencia de león, que obedece a Ginga Red. Viene del planeta Galeon. Forma el torso y cabeza de GingaiOh.
  - Bestia Estelar Gingalcon (星獣ギンガルコン Seijū Gingarukon?): Es una bestia de viento, mezcla de dragón y halcón, que obedece a Ginga Green. Viene del planeta Galcon. Forma la espalda y cintura de GingaiOh
  - Bestia Estelar Gingarilla (星獣ギンガリラ Seijū Gingarira?): Es una bestia de agua, con apariencia de gorila, que obedece a Ginga Blue. Viene del planeta del bosque oculto, Garilla. Forma las piernas de GingaiOh
  - Bestia Estelar Ginga Verick (星獣ギンガベリック Seijū Ginga Berikku?): Es una bestia del trueno, con apariencia de lobo, que obedece a Ginga Yellow. Viene del planeta boscoso Gaverick. Forma el brazo izquierdo de GingaiOh
  - Bestia Estelar Gingat (星獣ギンガット Seijū Gingatto?): Es una bestia floral con apariencia de gato salvaje, que obedece a Ginga Pink. Viene del planeta de arena Gat. Forma el brazo derecho de GingaiOh
- Bestia Estelar Corpulenta Gō Taurus (重星獣ゴウタウラス Jūseijū Gō Taurasu?): Es el compañero de Black Knight y viene siempre que éste le llama. Viene del planeta muerto Taurus, y puede transformar a Black Knight en el gigante Heavy Knight (重騎士 Jū Kishi?)
- Bestia Estelar de Acero Giga Rhinos (鋼星獣ギガライノス Kōseijū Giga Rainosu?): Antiguamente era una bestia humanoide con apariencia de rinoceronte rojo, llamada Bestia Estelar GingaRhinos (星獣ギンガライノス Seijū Ginga Rainosu?). Viene del planeta muerto Rhinos.
- Bestia Estelar de Acero Giga Phoenix (鋼星獣ギガフェニックス Kōseijū Giga Fenikkusu?): Antiguamente era una bestia azul con apariencia de fénix, llamada Bestia Estelar GingaPhoenix (星獣ギンガフェニックス Seijū GingaFenikkusu?). Viene del planeta muerto Phoenix.
- Bestia Estelar Gigante de Acero Giga Bitus (巨大鋼星獣ギガバイタス Kyodai Kōseijū Giga Baitasu?): Era antiguamente una bestia plateada con apariencia de tiburón llamada Bestia EstElar GingaBitus (星獣ギンガバイタス Seijū GingaBaitasu?). Sirve de nave nodriza para el resto de Bestias Estelares de Acero. Viene del planeta muerto Bitus.
- BullTaurus (ブルタウラス BuruTaurasu?): Se crea con el comando "Unión del Guerrero Bestial" (騎獣合体 Jūshi Gasshin?) Gō Taurus forma un traje para Heavy Knight.

### Piratas Espaciales Barban
Los Piratas Espaciales Barban (宇宙海賊バルバン Uchū Kaizoku Baruban?) han destruido muchos planetas a lo largo de la Vía Láctea. Su base de operaciones es el Castillo Invencible Pendenciero (荒くれ無敵城 Arakure Mutekijō?), que se sitúa en la espalda de Daitanix. En el pasado, intentaron conquistar la Tierra, pero los primeros Gingaman y las Bestias Estelares les sellaron en el fondo del mar. 3.000 años más tarde, un terremoto rompe el sello y Barban queda libre, con planes de despertar a Daitanix en la actualidad. Sus cuatro grandes ejércitos maquinan varias estrategias para lograrlo.
- Capitán Zahab (ゼイハブ船長 Zeihabu-senchō?): Es el líder de Barban. Es cruel y violento, pero al mismo tiempo un gran estratega y un guerrero experimentado, que se hizo inmortal gracias a la Joya del Alma Estelar que creó Daitanix, utilizando al monstruo para reclutar una tripulación a cambio de una larga vida. Zahab perdió la mano izquierda en una batalla contra el primer Ginga Red hace 3.000 años. La reemplazó por un garfio con cañón integrado. De esta forma, tiene una cuenta personal contra todos los que llevan el cargo de Ginga Red, incluido Ryōma. Oír de la muerte de un subordinado no parece afectarle en público, pero en su interior sufre en secreto por ello. Finalmente, al enterarse de la muerte de Shelinda, Zahab no puede soportarlo más y se desmorona de dolor. En la batalla final, usa el castillo para tomar el control de la Bestia Demoníaca de la Tierra, pero Zahab se ve obligado a huir de su castillo cuando BullTaurus lo destruye. Después de perder a la Bestia de la Tierra, Zahab lucha y saca el alquitrán del Gingaman, hasta que Ginga Red y Black Knight usan su habilidad de fuego para destruir su Star Soul Jewel. Luego es asesinado por el Black Chop del Caballero Negro, el Galaxy War Radiance de los Gingaman y finalmente por el ataque Beast Fire Flash de Super Armor Shine Ginga Red como el golpe final. Más tarde, Gregory lo resucita, solo para ser asesinado una vez más por Gingaman con la armadura Galaxy Lights en Seijuu Sentai Gingaman vs. Megaranger.
- Timonel Shelinda (操舵士シェリンダ Sōdashi Sherinda?): Es la segunda al mando, cruel y egoísta, y la timonel de los Barban. Una guerrera con una espada y una armadura que recuerda una concha. Tiene sentimientos hacia Budō, pero no le perdona haberle salvado en el pasado. Durante el incidente de Sutoiji, Shelinda destruye la flauta de Hayate y luego intenta evitar que haga una nueva. Después de encontrarlo cuando Sutoiji es derrotado, Shelinda se enfrenta a Ginga Green y termina con una cicatriz en su antebrazo mientras jura vengarse de él hasta el punto de no permitir que sus propios camaradas nieguen que ella mató a Hayate. Es la más ansiosa por ver revivir a Daitanix, ya que su posición de Steerwoman no tenía sentido sin Daitanix para dirigir, a menudo acudiendo en ayuda de un Majin para acelerar el renacimiento. Shelinda finalmente muere en un duelo final con Hayate en el episodio 49, donde solo quedó su espada, a lo que los Yartot se la entregan a Zahab para informarle sobre la muerte de Shelinda. La espada en sí fue destruida más tarde junto con el castillo de Zahab. Más tarde, Shelinda es revivida por Gregory y es asesinada una vez más por Gingaman con la armadura Galaxy Lights en Seijuu Sentai Gingaman vs. Megaranger.
- Cañonero Bucrates (樽学者ブクラテス Tarugakusha Bukuratesu?): Es un ser de corta estatura con el cuerpo en forma de cañón. No tiene habilidades de batalla, aunque lo suple con sus grandes conocimientos. Zahab le llama "maestro", y es quien le dio a Zahab su cuerpo inmortal.
- Pistolero Sambash (銃頭サンバッシュ Jūtō Sanbasshu?): Es un pistolero impetuoso que conduce una motocicleta con cañones. Es el primer general de Barban.
- General Espadachín Budō (剣将ブドー Kenshō Budō?): Es un espadachín de carácter tranquilo. Lleva un traje blanco y azul con alas como de manta y una semi-capa que lleva el emblema de su ejército. Es el segundo general de Barban.
- Emperatriz Espectral Iliess (妖帝イリエス Yōtei Iriesu?): Es una hechicera de apariencia egipcia, ambiciosa y malévola, que sólo se mueve por su codicia y exige compensación económica por sus planes exitosos. Es inmortal, ya que puede resucitarse a sí misma no importa el número de veces que la maten, siempre que su Gema de Alma se mantenga intacta.
- Rey de la Destrucción Battobas (破王バットバス Haō Battobasu?): Es el más fuerte de los cuatro generales, así como un especialista en armas. Zahab le considera "su brazo derecho", lo que sugiere una relación más estrecha entre ellos que con el resto de generales.
- Mercader Oscuro Biznella (闇商人ビズネラ Yamishōnin Bizunera?): Es un malvado Mercader Negro. Capturó a tres Bestias Estelares y las convirtió en cyborgs, antes de venderlas a los Barban a cambio de oro. Después de que la compra falla, Biznella ingresa en Barban.
- Soldados Piratas Yartots (賊兵ヤートット Zokuhei Yātotto?): Son los soldados de campo de Barban, de color naranja con pantalones cortos a rayas y que llevan sables. Cuando luchan, solo gritan "¡¡Yartot!!", pero pueden hablar al dirigirse a sus superiores.
- Bestia Demoníaca Daitanix (魔獣ダイタニクス Majū Daitanikusu?): Nació en una estrella contaminada, hogar también de Zahab, y su único propósito es destruir planetas, absorbiendo su fuerza vital para condensarla en joyas, que Zahab puede añadir a su colección para mantener su inmortalidad y expandir la vida de sus subordinados. La meta de Barban es resucitarle, al estar todavía inerte tras romperse el sello en el terremoto.
- Bestia Demoníaca de la Tierra (地球魔獣 Chikyū Majū?): Es el resultado de un trozo de la carne de Daitanix, que cayó en la Tierra y se alimentó de la fuerza vital del planeta.

## Episodios
A partir de esta temporada los episodios de la serie reciben una denominación especial, lo cual se convertiría en algo común en futuras temporadas, salvo algunas excepciones. En esta temporada los episodios son referidos como "capítulos". Todos los títulos de episodios son una combinación de dos sustantivos en japonés, conectados por el carácter japonés "no" (の?), donde el primer sustantivo afecta al segundo en el título. 
1. Las hojas legendarias (伝説の刃（やいば） Densetsu no Yaiba?)
2. El regreso de las Bestias Estelares (星獣の再来 Seijū no Sairai?)
3. La sabiduría de la Tierra (大地の知恵 Daichi no Chie?)
4. El corazón de la Tierra (アースの心 Āsu no Kokoro?)
5. El colmillo de la muerte segura (必殺の機刃（きば） Hissatsu no Kiba?)
6. La crisis de las Bestias Estelares (星獣の危機 Seijū no Kiki?)
7. Tiempo de resurgimiento (復活の時 Fukkatsu no Toki?)
8. La cocina del amor (愛情の料理 Aijō no Ryōri?)
9. El gatito secreto (秘密の子猫 Himitsu no Koneko?)
10. La flauta del viento (風の笛 Kaze no Fue?)
11. La devoción de un guerrero (戦士の純情 Senshi no Junjō?)
12. Pesadilla reunida (悪夢の再会 Akumu no Saikai?)
13. El ensayo del ataque de la bestia (逆転の獣撃棒 Gyakuten no Jūgekibō?)
14. Dos Sayas (二人のサヤ Futari no Saya?)
15. El hipo aterrador (恐怖のしゃっくり Kyōfu no Shakkuri?)
16. El hogar del corazón (心の故郷 Kokoro no Kokyō?)
17. Valor verdadero (本当の勇気 Hontō no Yūki?)
18. El misterioso caballero negro (謎の黒騎士 Nazo no Kuro Kishi?)
19. El caballero vengativo (復讐の騎士 Fukushū no Kishi?)
20. La batalla en solitario (ひとりの戦い Hitori no Tatakai?)
21. El juicio del tomate (トマトの試練 Tomato no Shiren?)
22. Aparición de luz (光の出現 Hikari no Shutsugen?)
23. El fin del concurso (争奪の果て Sōdatsu no Hate?)
24. La tenacidad de Budō (ブドーの執念 Budo no Shūnen?)
25. La determinación del caballero negro (黒騎士の決意 Kuro Kishi no Ketsui?)
26. Hermanos de llamas (炎の兄弟 Honō no Kyōdai?)
27. El atractivo de la momia (ミイラの誘惑 Miira no Yūwaku?)
28. El cambio repentino de papá (パパの豹変 Papa no Hyōhen?)
29. El mercader negro (闇の商人 Yami no Shōnin?)
30. Las Bestias Estelares de Acero (鋼の星獣 Hagane no Seijū?)
31. La piedra maldita (呪いの石 Noroi no Ishi?)
32. El caballo móvil de la amistad (友情の機動馬 Yūjō no Kidō Uma?)
33. Añorando a Saya (憧れのサヤ Akogare no Saya?)
34. La invulnerable Iliess (不死身のイリエス Fujimi no Iriesu?)
35. La elección de Gōki (ゴウキの選択 Gōki no Sentaku?)
36. El invencible Haruhiko (無敵の晴彦 Muteki no Haruhiko?)
37. La ambición de Bucrates (ブクラテスの野望 Bukuratesu no Yabō?)
38. La determinación de Hyūga (ヒュウガの決断 Hyūga no Ketsudan?)
39. El masaje del corazón (心のマッサージ Kokoro no Massāji?)
40. El Majin de la tristeza (哀しみの魔人 Kanashimi no Majin?)
41. La resurrección de la bestia-demonio (魔獣の復活 Majū no Fukkatsu?)
42. La horrible bestia-demonio (戦慄の魔獣 Senritsu no Majū?)
43. Las huellas legendarias (伝説の足跡 Densetsu no Ashioto?)
44. La bestia-demonio de la Tierra (地球の魔獣 Chikyū no Majū?)
45. Las lágrimas del hada (妖精の涙 Yōsei no Namida?)
46. Vientos de ira (怒りの風 Ikari no Kaze?)
47. La maquinación demoníaca (悪魔の策略 Akuma no Sakuryaku?)
48. El fin de Moak (モークの最期 Mōku no Saigo?)
49. La montaña milagrosa (奇跡の山 Kiseki no Yama?)
50. Las leyendas del mañana (明日の伝説（レジェンド） Ashita no Rejendo?)

### Película
- Seijuu Sentai Gingaman vs. Megaranger (星獣戦隊ギンガマンVSメガレンジャー Seijū Sentai Gingaman tai Megarenj?): Película Crossover entre Gingaman y su serie predecesora, Denji Sentai Megaranger. Estrenada el 12 de marzo de 1999

## Reparto
- Ryōma: Kazuki Maehara
- Hayate: Koji Sueyoshi
- Gōki: Shōei
- Hikaru: Nobuaki Takahashi
- Saya Juri Miyazawa
- Hyūga: Teruaki Ogawa
- Haruhiko Aoyama: Yoshihiko Takamoku
- Yūta Aoyama: Shogo Hayakawa
- Bull Black: Kōji Ochiai
- Krantz: Masanori Ōtani
- Hada Bokku: Sanae Miyuki
- Anciano Orghi: Hiroshi Arikawa
- Árbol de la Sabiduría Moak: Rokurō Naya
- Capitán Zahab: Hidekatsu Shibata
- Timonel Shelinda: Kei Mizutani
- Carroñero Bucrates: Chafūrin
- Pistolero Sambash: Nobuyuki Hiyama
- General Espadachín Budō: Kazuo Hayashi
- Emperatriz Espectral Iliess: Gara Takashima
- Rey de la Destrucción Battobas: Takeshi Watabe
- Mercader Oscuro Biznella: Kaneto Shiozawa
- Narrador: Norio Wakamoto

## Temas musicales

### Tema de apertura
- Seijū Sentai Gingaman (星獣戦隊ギンガマン?)
  - Letra: Shōko Fujibayashi
  - Música y arreglos: Toshihiko Sahashi
  - Intérprete: Masato Shimon

### Tema de cierre
- Hadashi no Kokoro de (はだしの心で?  Mente desnuda)
  - Letra: Shōko Fujibayashi
  - Música: Masao Deguchi
  - Arreglos: Kōichirō Kameyama
  - Intérprete: Masato Shimon